# Hprints
hprints er et open access-arkiv for nordisk humanioraforskning. Arkivets webside er en portal under det franske forskningsråds fuldtekstarkiv, HAL.
Hprints formål er, at bidrage med en teknisk infrastruktur, der muliggør open access til forskning indenfor de humanistiske fag. Hprints tese er, at dette vil resultere i et antal fordele, med hensyn til elektronisk tilgængelighed og synlighed af det humanistiske forskningsområde. Siden 1991 har forskellige naturvidenskabelige fag haft en lignende teknisk infrastruktur, gennem preprintdatabasen arXiv.org, der er forbillede for hprints.
Projektkonsortiet bag hprints, består af følgende partnere: 
- Københavns Universitetsbibliotek (Det Kongelige Bibliotek)
- Humanistisk Fakultet (Københavns Universitet)
- Lunds Universitetsbibliotek (Lunds Universitet)
- Museum Tusculanums Forlag
- Universitetsbiblioteket (Universitetet i Oslo)

I første omgang er målet, at give adgang til nordisk forskning, gennem et open access, online fuldtekstarkiv. Arkivet (et såkaldt fagrepository), vil primært indeholde forsknings-eprints i form af preprints, working papers, konferencerapporter, invited reviews, forelæsningsmanuskripter og lignende. Arkivet vil blive sat op, vedligeholdt og promoveret af Københavns Universitetsbibliotek og projektkonsortiet. Deponeringen af elektronisk tekstmateriale til arkivet vil være decentral og finde sted på forsker- eller forskningsgruppe-niveau.
I 2007 blev hprints finansieret af Nordbib, under Nordisk Ministerråds NordForskprogram. 
hprints-arkivet åbnede officielt i juni 2008.
Det viste sig imidlertid, at forskerne ikke var interesseret i et arkiv af denne type. Efter tre år var der i maj 2011 kun blevet arkiveret 91 artikler, heraf mange fra initiativtagerne og deres bekendte. Det arkiverede svarer til ca. 7 artikler pr. land pr. år.
Det er svært at forsvare brugen af midler i millionklassen til så luftige projekter, angiver kritikere. De mener samtidig, at det grundlæggende er forkert, at det er bibliotekssektoren men ikke forskere fra humaniora og samfundsvidenskab, som bestemmer om projekter på deres område.